# Wanda Perry
Wanda Perry, nata Helen Marie Beuscher (New York City, 23 luglio 1917 – Los Angeles, 17 febbraio 1985), è stata un'attrice e modella statunitense.

## Biografia
A soli cinque anni Helen Beuscher divenne una modella, a undici calcò, con il nome materno di Wanda Perry, il palcoscenico di Broadway e a quindici recitò in un paio di cortometraggi. Nel 1933 vinse il titolo di Miss New York City e rappresentò la città nell'annuale International Beauty Pageant tenuto a Galveston, nel Texas. Non vinse il concorso ma ottenne un contratto cinematografico con la compagnia delle Earl Carroll Girls.
Trasferitasi a Hollywood con i genitori, Wanda Perry esordì nel cinema interpretando ballerine di fila, modelle, personaggi generici o comparse, per un totale di una cinquantina di film lungo una carriera durata circa venti anni, durante la quale fu anche utilizzata come controfigura di Lucille Ball.
Sposata a un dentista di Los Angeles, ebbe due figli. Si risposò poi con Bob Milton, nuotatore olimpico, fratello di Beth Belden, una Ziegfeld Girl, ed egli stesso attore generico, ballerino e controfigura di Don Ameche. La coppia ebbe un figlio.

## Filmografia parziale
- Il mistero del varietà (1934)
- Roberta (1935)
- Follie di Broadway 1936 (1935)
- Io vivo la mia vita (1935)
- Il paradiso delle fanciulle (1936)
- Nata per danzare (1936)
- Scandalo al Grand Hotel (1937)
- Balla con me (1940)
- Musica sulle nuvole (1942)
- Sua altezza e il cameriere (1945)
- Chiamate Nord 777 (1948)
- La donna senza amore (1948)
- L'uomo del Colorado (1948)
- La fossa dei serpenti (1948)
- Segretaria tutto fare (1949)
- Il segreto di una donna (1949)
- E col bambino fanno tre (1949)
- Morte di un commesso viaggiatore (1951)
- La donna dai tre volti (1957)